# غاز طبيعي

التركيب الجزيئي لمركب الميثان.

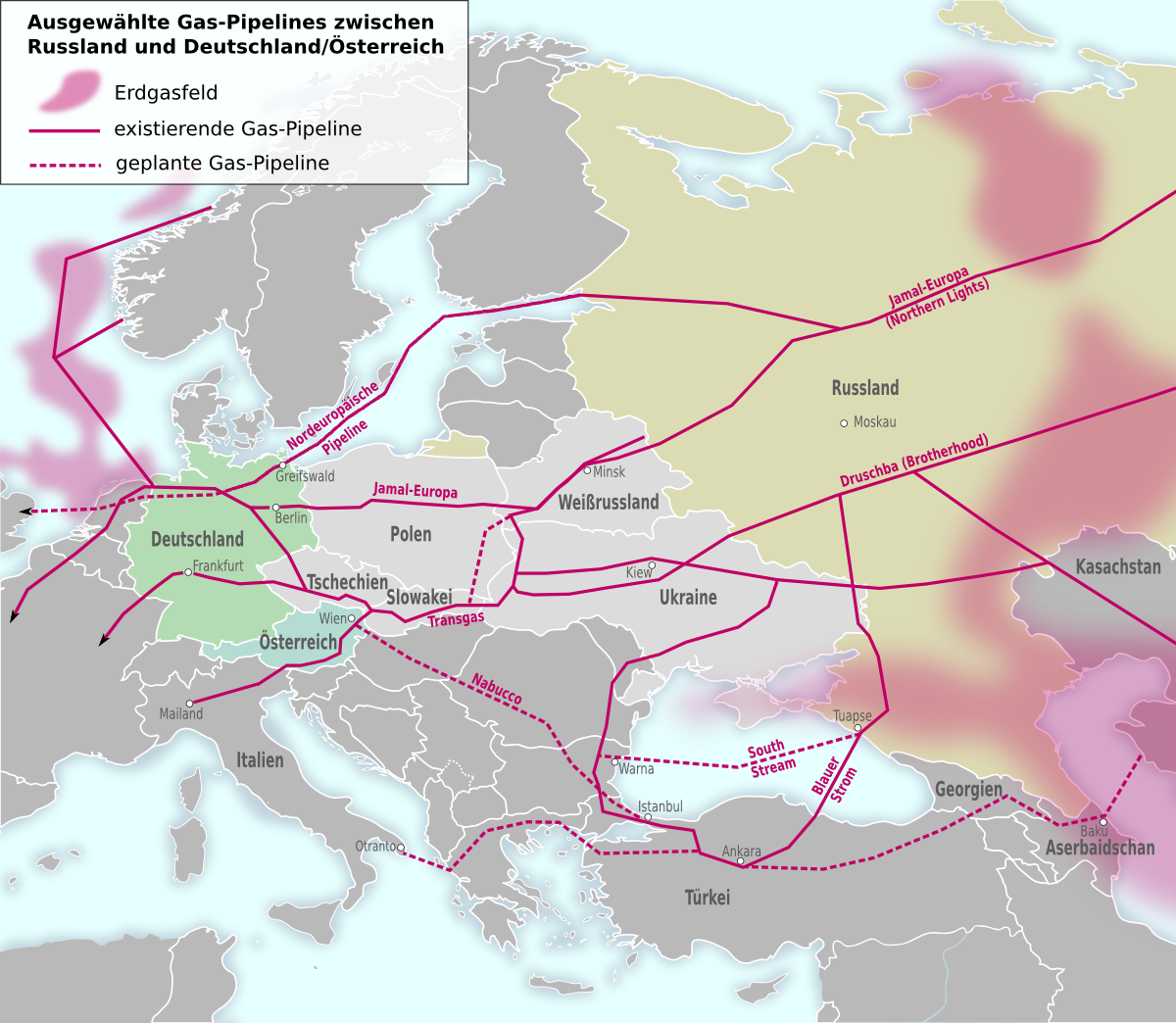
خريطة خطوط الأنابيب التي تمد أوروبا الغربية بالغاز الطبيعي

الغاز الطبيعي هو أحد مصادر الطاقة البديلة عن النفط من المحروقات عالية الكفاءة قليلة الكلفة قليلة الانبعاثات الملوثة للبيئة.
الغاز الطبيعي مورد طاقة أوليّة مهمة للصناعة الكيماوية.
يتكون الغاز الطبيعي من العوالق، وهي كائنات مجهرية تتضمن الطحالب والكائنات الأولية التي ماتت وتراكمت في طبقات المحيطات والأرض، وانضغطت البقايا تحت طبقات رسوبية. وعبر آلاف السنين قام الضغط والحرارة الناتجان عن الطبقات الرسوبية بتحويل هذه المواد العضوية إلى غاز طبيعي، ولا يختلف الغاز الطبيعي في تكوينه كثيراً عن أنواع الوقود الإحفوري الأخرى مثل الفحم والبترول.
وحيث أن البترول والغاز الطبيعي يتكونان في نفس الظروف الطبيعية، فإن هذين المركبين الهيدروكربونيين عادةً ما يتواجدان معاً في حقول تحت الأرض أو الماء، وعموماً الطبقات الرسوبية العضوية المدفونة في أعماق تتراوح بين 1000 إلى 6000 متر (عند درجات حرارة تتراوح بين 60 إلى 150 درجة مئوية) تنتج بترولاً , بينما تلك المدفونة أعمق وعند درجات حرارة أعلى فإنها تنتج غاز طبيعي، وكلما زاد عمق المصدر كان أكثر جفافاً (أي تقل نسبة المتكثفات في الغاز).
بعد التكون التدريجي في القشرة الأرضية يتسرب الغاز الطبيعي والبترول ببطء إلى حفر صغيرة في الصخور المسامية القريبة التي تعمل كمستودعات لحفظ الخام، ولأن هذه الصخور تكون عادةً مملوءة بالمياه، فإن البترول والغاز الطبيعي – وكلاهما أخف من الماء وأقل كثافة من الصخور المحيطة – ينتقلان لأعلى عبر القشرة الأرضية لمسافات طويلة أحياناً. في النهاية تُـحبس بعض هذه المواد الهيدروكربونية المنتقلة لأعلى في طبقة لا مسامية (غير منفذة للماء) من الصخور تُعرف بـ صخور الغطاء (Cap Rock)، ولأن الغاز الطبيعي أخف من البترول فيقوم بتكوين طبقة فوق البترول تسمى غطاء الغاز (Gas Cap).
ولا بد أن يصاحب البترول غاز يسمى بـ الغاز المصاحِب (Associated Gas)، كذلك تحتوى مناجم الفحم على كميات من الميثان – المُكوِن الرئيسي للغاز الطبيعي -، وفي طبقات الفحم الرسوبية يتشتت الميثان غالباً خلال مسام وشقوق المنجم، يسمى هذا النوع عادة بـ ميثان مناجم الفحم.

## الاحتياطيات العالمية

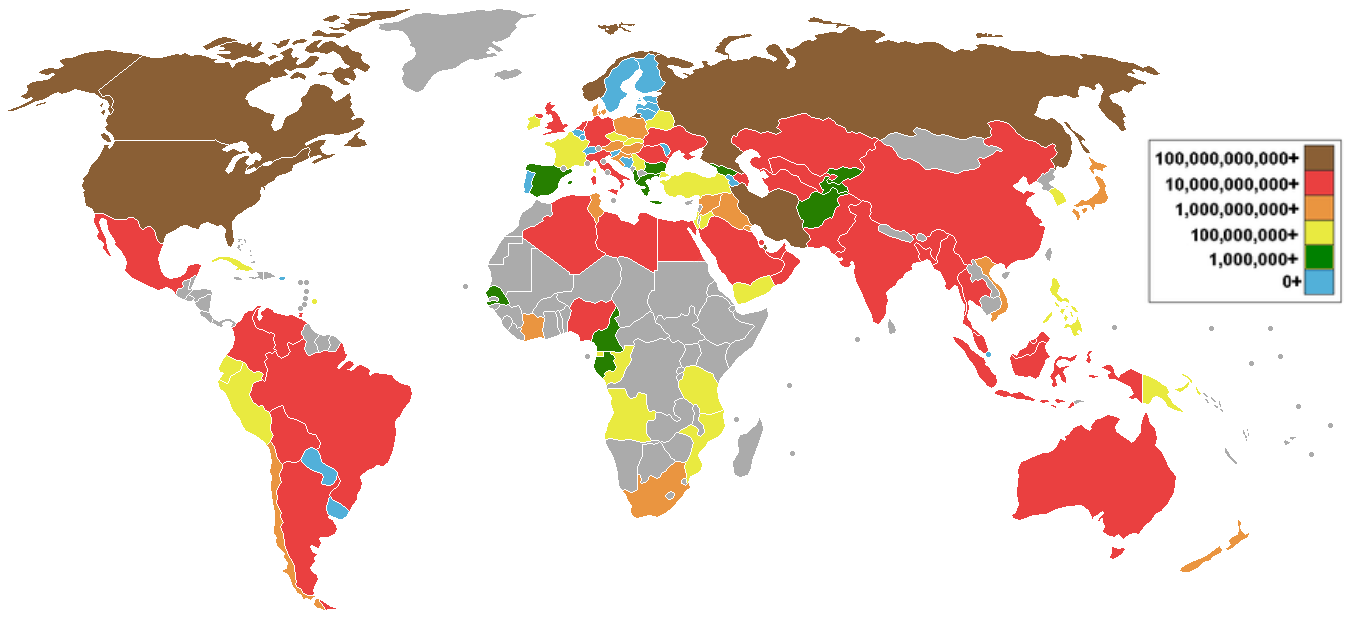
خريطة احتياطات الغاز الطبيعي في مختلف دول العالم

نظراً لارتفاع المستوى المادى للبشر في العالم فقد زاد استهلاكهم من الطاقة بشدة من أجل تسيير السيارات التي تحملهم لأعمالهم، ومن أجل الكهرباء التي صارت لا غِنى عنها في الحضارة الحديثة، وغير ذلك الكثير.
وحيث أن مصادر الطاقة في العالم ناضبة وغير متجددة
يُعرَّف الاحتياطى المؤكد – من البترول أو الغاز الطبيعى - لحقل ما بأنه الكمية القابلة للاستخلاص على مدى عمر الحقل في ظل التكنولوجيا والاعتبارات الاقتصادية السائدة، وطبقاً لتعريف مجلة البترول والغاز (Oil And Gas Journal) الأميركية المتخصصة يتم تعريف الاحتياطى المؤكد من الغاز الطبيعى بأنه : الكميات التي يمكن استخراجها في ظل ما هو معروف حالياً من الأسعار والتكنولوجيا، أما هيئة سيديجاز (Cedigas) الفرنسية فتُعرِّفه بأنه : الكميات المكتشفة التي يتأكد بقدر معقول من اليقين إمكانية إنتاجها في ظل الظروف الاقتصادية والفنية السائدة. ويُعدَّ التعريف الأول الأكثر تحفظاً لذا نجد أن احتياطيات الغاز الطبيعى العالمية في أول يناير عام 1999 طبقاً لتقدير مجلة البترول والغاز تقل بنسبة 7 % عن تقديرات سيديجاز، بل إن احتياطيات الغاز الطبيعي لمنطقة الشرق الأقصى كانت طبقاً للمجلة تقل بنسبة 30 % عن تقديرات سيديجاز !.
وكلا التعريفين يخضع للتقدير الشخصى أكثر منه لمعايير موضوعية ثابتة يمكن قياسها بدقة، لذا نجد بعض الدول تلجأ للمبالغة في تقدير ما لديها من احتياطيات - وتسميها بالمؤكدة – لأسباب كثيرة سياسية واقتصادية كالرغبة في الاقتراض بضمان ثروتها البترولية والغازية، كما أن شركات البترول العالمية تميل أحياناً للمبالغة في التقديرات بهدف تقوية مراكزها المالية أو لتبرر قيامها بالإنتاج بوفرة، أو لتبرر إمكانية التصدير لخارج الدول المنتجة.
ومن أمثلة عدم دقة حسابات احتياطيات الثروة البترولية ما قامت به المكسيك من خفض احتياطياتها المؤكدة من الغاز الطبيعى بأكثر من النصف من 64 تريليون قدم مكعب عام 1999 إلى 30 تريليون قدم مكعب في عام 2000، وأيضاً قيام بريطانيا في التسعينات بخفض احتياطاتها المؤكدة من البترول بنفس القدر.
و تصل إجمالي احتياطات الغاز الطبيعي في العالم - طبقاً لأرقام عام 2005 - لحوالى 6112 تريليون قدم مكعب، وأكبر احتياطى للغاز الطبيعي في العالم يوجد في روسيا الاتحادية، ويبلغ قدره 1680 تريليون قدم مكعب)

## إنتاج الغاز ومعالجته
يستخرج الغاز الطبيعي من آبار شبيهة بآبار النفط. و يصنف الغاز الطبيعي إلى غاز مصاحب وغاز غير مصاحب. فإذا تواجد الغاز الطبيعي مع النفط في نفس الحقل سمي بالغاز المصاحب. وإذا كان الحقل يحتوي فقط على الغاز الطبيعي دون النفط سمي بالغاز غير المصاحب. ويوجد الكثير من تجمعات الغاز على مبعدة من الشاطئ ويتم نقل الغاز بالانابيب من منصات الإنتاج المشاطئة إلى نقطة تجميع على الشاطئ ومنها إلى معمل تكرير الغاز حيث ينقّى من الشوائب والمركبات غير المرغوب فيها. وتوجد حقول الغاز سواء في البحار أو اليابسة.
وتتم معالجة الغاز الطبيعي عبر عمليات كيميائية وفيزيائية مختلفة وذلك اعتمادا على تركيبة الغاز الطبيعي. ويتكون الغاز من مركبات هيدروكربونية خفيفة. وقد يحتوي على مركبات غير مرغوب فيها مثل مركبات الكبريت والزئبق والماء وغيرها. وهذه المركبات يجب التخلص منها أو خفض تراكيزها إلى المستويات المحددة عالميا.
في مرحلة التنقية الأولى، يزال الماء وأي سوائل أخرى من الغاز بمعاملة في وحدة إزالة الماء. ثم يتم أزالة الغازات الحمضية من الغاز في وحدة إزالة الغازات الحمضية. ويتم تجفيف الغاز مرة أخرى وإذا احتوى على مركبات المركابتان يتم استخدام وحدات الامتصاص والمذيبات الفيزيائية للتخلص منها. يتم بعد ذلك إرسال غاز الميثان إلى السوق لمحطات توليد الطاقة أو غيرها. يتم استرجاع وتسييل المركبات الأثقل مثل الإيثان والبروبان والبيوتان. ويتسيل البروبان ويجمعان. ويسوق غازا البترول المسيل كمواد أولية لتصنيع البتروكيماويات أو يعبأ في قوارير كوقود للسخّانات ومواقد الطبخ في المنازل.
وما يتبقى من الغاز الطبيعي يمكن ضخه عبر شبكة امداد أو يمكن تسيله بالتبريد والضغط وتسويقه كغاز طبيعي مسيّل.